# Balón de Oro 2007

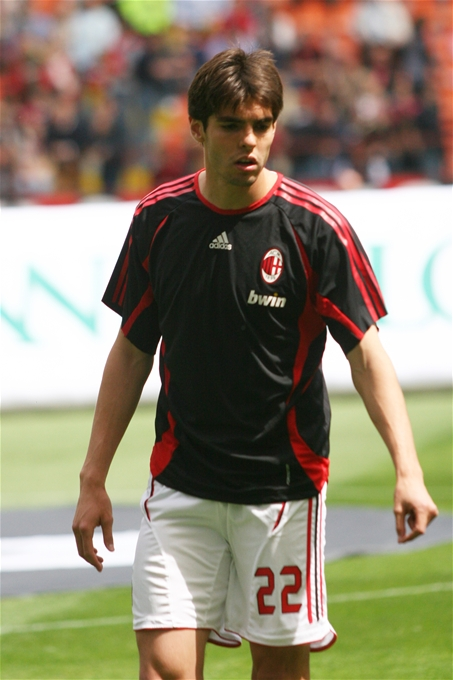
Kaká, ganador del Balón de Oro 2007.

La edición de 2007 del Balón de Oro, 52.ª edición del premio de fútbol creado por la revista francesa France Football, fue ganada por el brasileño Kaká (Milan).
El jurado estuvo compuesto por 96 periodistas especializados, 53 de ellos pertenecientes a cada una de las asociaciones miembros de la UEFA, mientras que los 43 restantes pertenecían a países que se habían clasificado alguna vez para la Copa Mundial de Fútbol:
- 53 votos provenientes de asociaciones miembros de la UEFA: Albania, Andorra, Alemania, Armenia, Austria, Azerbaiyán, Bélgica, Bielorrusia, Bosnia y Herzegovina, Bulgaria, Chipre, Croacia, Dinamarca, Escocia, Eslovaquia, Eslovenia, España, Estonia, Finlandia, Francia, Gales, Georgia, Grecia, Hungría, Inglaterra, Irlanda, Irlanda del Norte, Islandia, Islas Feroe, Israel, Italia, Kazajistán, Letonia, Liechtenstein, Lituania, Luxemburgo, Macedonia, Malta, Moldavia, Montenegro, Noruega, Países Bajos, Polonia, Portugal, República Checa, Rumania, Rusia, San Marino, Serbia, Suecia, Suiza, Turquía y Ucrania.

- 13 votos provenientes de asociaciones miembros de la CAF: Angola, Argelia, Camerún, República Democrática del Congo, Costa de Marfil, Egipto, Ghana, Marruecos, Nigeria, Senegal, Sudáfrica, Togo y Túnez.

- 10 votos provenientes de asociaciones miembros de la Concacaf: Canadá, Costa Rica, Cuba, El Salvador, Estados Unidos, Haití, Honduras, Jamaica, México y Trinidad y Tobago.

- 9 votos provenientes de asociaciones miembros de la CONMEBOL: Argentina, Bolivia, Brasil, Chile, Colombia, Ecuador, Paraguay, Perú y Uruguay.

- 9 votos provenientes de asociaciones miembros de la AFC: Arabia Saudita, Corea del Norte, Corea del Sur, China, Emiratos Árabes Unidos, Irán, Irak, Japón y Kuwait.

- 2 votos provenientes de asociaciones miembros de la OFC: Australia y Nueva Zelanda.

El resultado de la votación fue publicado en el número 3217 de France Football, el 4 de diciembre de 2007.

## Sistema de votación
Cada uno de los miembros del jurado elige a los que a su juicio son los cinco mejores futbolistas del mundo de una lista previa de 50 jugadores. El jugador elegido en primer lugar recibe cinco puntos, el elegido en segundo lugar cuatro puntos y así sucesivamente.
De esta forma, se repartieron 1440 puntos, siendo 480 el máximo número de puntos que podía obtener cada jugador (en caso de que los 96 miembros del jurado le asignaran cinco puntos).

## Clasificación final balón de oro 2007
| Puesto | Jugador             | Equipo                  | Votos | Votos | Votos | Votos | Votos | Votos | Puntos (sobre 480) |
| Puesto | Jugador             | Equipo                  | 1.º   | 2.º   | 3.º   | 4.º   | 5.º   | Total | Puntos (sobre 480) |
| ------ | ------------------- | ----------------------- | ----- | ----- | ----- | ----- | ----- | ----- | ------------------ |
| 1.º    | Kaká                | A. C. Milan             | 78    | 10    | 3     | 1     | 3     | 95    | 444                |
| 2.º    | Cristiano Ronaldo   | Manchester United F. C. | 8     | 33    | 25    | 14    | 2     | 82    | 277                |
| 3.º    | Lionel Messi        | F. C. Barcelona         | 6     | 33    | 22    | 9     | 9     | 79    | 255                |
| 4.º    | Didier Drogba       | Chelsea F. C.           | 1     | 4     | 16    | 13    | 11    | 44    | 106                |
| 5.º    | Andrea Pirlo        | A. C. Milan             |       | 3     | 4     | 6     | 5     | 18    | 41                 |
| 6.º    | Ruud van Nistelrooy | Real Madrid C. F.       | 1     |       | 3     | 9     | 7     | 20    | 39                 |
| 7.º    | Zlatan Ibrahimović  | F. C. Internazionale    | 1     | 3     | 2     | 3     | 2     | 11    | 31                 |
| 8.º    | Cesc Fàbregas       | Arsenal F. C.           |       |       | 4     | 5     | 5     | 14    | 27                 |
| 9.º    | Robinho             | Real Madrid C. F.       |       | 1     | 3     | 4     | 3     | 11    | 24                 |
| 10.º   | Francesco Totti     | A. S. Roma              |       | 1     | 1     | 4     | 5     | 11    | 20                 |
| 11.º   | Frédéric Kanouté    | Sevilla F. C.           |       | 1     | 2     | 3     | 3     | 9     | 19                 |
| 12.º   | Ronaldinho          | F. C. Barcelona         |       | 1     | 1     | 4     | 3     | 9     | 18                 |
| 13.º   | Steven Gerrard      | Liverpool F. C.         |       | 1     | 1     | 3     | 4     | 9     | 17                 |
| 14.º   | Juan Román Riquelme | C. A. Boca Juniors      |       | 1     | 3     |       | 2     | 6     | 15                 |
| 15.º   | Daniel Alves        | Sevilla F. C.           |       | 1     | 1     | 2     | 3     | 7     | 14                 |
| 16.º   | Filippo Inzaghi     | A. C. Milan             |       | 1     | 1     | 2     | 1     | 5     | 12                 |
| 17.º   | Franck Ribéry       | F. C. Bayern Múnich     |       |       | 1     | 3     | 1     | 5     | 10                 |
| 18.º   | Paolo Maldini       | A. C. Milan             | 1     |       |       | 1     | 1     | 3     | 8                  |
| 19.º   | Gianluigi Buffon    | Juventus F. C.          |       | 1     |       |       | 3     | 4     | 7                  |
| =      | Clarence Seedorf    | A. C. Milan             |       |       | 1     | 2     |       | 3     | 7                  |
| =      | Thierry Henry       | Arsenal F. C.           |       |       | 1     | 1     | 2     | 4     | 7                  |
| =      | Petr Čech           | Chelsea F. C.           |       |       |       | 3     | 1     | 4     | 7                  |
| =      | Gennaro Gattuso     | A. C. Milan             |       |       |       | 2     | 3     | 5     | 7                  |
| 24º    | Fabio Cannavaro     | Real Madrid C. F.       |       | 1     |       |       | 1     | 2     | 5                  |
| =      | Michael Essien      | Real Madrid C. F.       |       |       |       | 1     | 3     | 4     | 5                  |
| 26º    | Wayne Rooney        | Manchester United F. C. |       |       | 1     |       | 1     | 2     | 4                  |
| 27º    | Iker Casillas       | Real Madrid C. F.       |       |       |       |       | 3     | 3     | 3                  |
| =      | Rogério Ceni        | São Paulo F. C.         |       |       |       |       | 3     | 3     | 3                  |
| 29º    | Younis Mahmoud      | Al-Gharafa S. C.        |       |       |       | 1     |       | 1     | 2                  |
| 30.º   | Guillermo Ochoa     | C. F. América           |       |       |       |       | 1     | 1     | 1                  |
| =      | Samuel Eto'o        | F. C. Barcelona         |       |       |       |       | 1     | 1     | 1                  |
| =      | Ryan Giggs          | Manchester United F. C. |       |       |       |       | 1     | 1     | 1                  |
| =      | Dimitar Berbatov    | Tottenham Hotspur F. C. |       |       |       |       | 1     | 1     | 1                  |
| =      | Carlos Tévez        | Manchester United F. C. |       |       |       |       | 1     | 1     | 1                  |
| =      | Robin van Persie    | Arsenal F. C.           |       |       |       |       | 1     | 1     | 1                  |

Los quince jugadores que no recibieron ningún punto fueron los siguientes:
| Jugador           | Equipo                  |
| ----------------- | ----------------------- |
| Éric Abidal       | F. C. Barcelona         |
| David Beckham     | Los Ángeles Galaxy      |
| Deco              | F. C. Barcelona         |
| Mahamadou Diarra  | Real Madrid C. F.       |
| Diego             | Werder Bremen           |
| Miroslav Klose    | Werder Bremen           |
| Florent Malouda   | Chelsea F. C.           |
| Shunsuke Nakamura | Celtic F. C.            |
| Ricardo Quaresma  | F. C. Porto             |
| Raúl González     | Real Madrid C. F.       |
| Paul Scholes      | Manchester United F. C. |
| Luca Toni         | F. C. Bayern Múnich     |
| Kolo Touré        | Arsenal F. C.           |
| Fernando Torres   | Liverpool F. C.         |
| David Villa       | Valencia C. F.          |

## Clasificación por países
| País            | Jugadores | Puntos |
| --------------- | --------- | ------ |
| Brasil          | 6         | 503    |
| Portugal        | 3         | 277    |
| Argentina       | 3         | 271    |
| Costa de Marfil | 2         | 106    |
| Italia          | 8         | 100    |
| Países Bajos    | 3         | 47     |
| Suecia          | 1         | 31     |
| España          | 5         | 30     |
| Inglaterra      | 4         | 21     |
| Malí            | 2         | 19     |
| Francia         | 4         | 17     |
| República Checa | 1         | 7      |
| Ghana           | 1         | 5      |
| Egipto          | 1         | 2      |
| Bulgaria        | 1         | 1      |
| Camerún         | 1         | 1      |
| Gales           | 1         | 1      |
| México          | 1         | 1      |
| Alemania        | 1         | 0      |
| Japón           | 1         | 0      |

## Curiosidades
- Por primera vez desde la creación del premio, en 1956, en el jurado había periodistas de países cuyas asociaciones no eran miembros de la UEFA.